# Marco Lucchinelli
Marco Lucchinelli (ur. 26 czerwca 1954 w Bolano) – włoski motocyklista i kierowca wyścigowy. Były motocyklowy mistrz świata w kategorii 500 cm³.

## Kariera

### 350 cm³
W MMŚ Włoch zadebiutował w roku 1975, w średniej kategorii 350 cm³. Dosiadając motocykl Yamahy, wystartował w GP Narodów, w którym zajął siódmą lokatę. Zdobyte punkty sklasyfikowały go na 32. miejscu.
Po raz drugi w tej klasie pojawił się trzy lata później. Tym razem zmagania na Monzy ukończył na szóstej pozycji, a w klasyfikacji generalnej uplasował się na 18. lokacie.

### 500 cm³
W najwyższej kategorii 500 cm³ Marco zadebiutował w sezonie 1976. Mając do dyspozycji motocykl Suzuki, już w pierwszym podejściu (o GP Francji) znalazł się na podium, zajmując trzecią pozycję. Uzyskał również najszybsze okrążeni wyścigu. Włoch wystartował jeszcze w trzech rundach, podczas których jeszcze dwukrotnie uplasował się w pierwszej trójce, podczas GP Australii oraz GP Niemiec. Uzyskane punkty usytuowały go na wysokim 4. miejscu.
W kolejnym sezonie Lucchinelli ponownie wziął udział w czterech eliminacjach. Wyniki na maszynie Yamahy okazały się jednak wyraźnie słabsze. Włoch w jednym wyścigu zameldował się na podium, zajmując drugą pozycję w GP Finlandii. W klasyfikacji generalnej znalazł się na 11. lokacie.
W roku 1977 Marco powrócił do jazdy na Suzuki. Wystartował w pięciu wyścigach, jednakże rezultaty nie uległy znacznej poprawie. Jedyne podium odnotował podczas GP Narodów, gdzie był trzeci. Niewiele większy dorobek punktowy w stosunku do poprzedniego sezonu uplasował go na 9. pozycji.
Sezon 1978 był pierwszym dla Lucchinelliego w pełnym wymiarze (nie wziął udziału jedynie w inauguracyjnym wyścigu w Wenezueli). Nie był to jednak udany rok dla Włocha, który ukończył zaledwie pięć z dziesięciu eliminacji. Najlepszą pozycję uzyskał podczas GP Szwecji, gdzie zajął siódmą lokatę. Zebrane punkty sklasyfikowały Marco na odległym 18. miejscu.
W kolejnym roku Włoch wystartował we wszystkich wyścigach. W inauguracyjnym starcie o GP Narodów, Marco sięgnął po pole position (nie dojechał jednak do mety). Po raz drugi z pierwszej pozycji startował w GP Francji. W wyścigu musiał jednak uznać wyższość Amerykanów - Kenny Robertsa oraz Randy Mamoli. Pierwsze upragnione zwycięstwo odniósł w ostatniej rundzie sezonu o GP Niemiec. Na podium stawał we wszystkich ukończonych eliminacjach, a w klasyfikacji generalnej uplasował się na 3. pozycji, za wyżej wspomnianymi Kalifornijczykami.
W sezonie 1981 Marco zdominował rywalizację, zostając po raz pierwszy w karierze mistrzem świata. W ciągu jedenastu wyścigów, Włoch pięciokrotnie stanął na najwyższym stopniu podium, natomiast w ośmiu rundach sięgnął po pole position. Był to także ostatni rok współpracy z ekipą Suzuki.
W roku 1982 Lucchinelli przesiadł się na motocykl Hondy. Jego wyniki uległy wyraźnemu pogorszeniu i w efekcie nie był w stanie skutecznie bronić tytułu mistrzowskiego. W trakcie dziewięciu startów, Marco ani razu nie stanął na podium, najwyżej plasując się na piątym miejscu. Zdobyte punkty usadowiły go dopiero na 8. lokacie.
Rok 1984 był ostatnim dla Włocha w pełnym wymiarze, a także ostatnim, w którym zdobył punkty. Marco regularnie mieścił się w czołowej dziesiątce, dwukrotnie przy tym plasując się w czołowej trójce (w GP Francji oraz Niemiec). Sezon zakończył na 7. pozycji.
W ciągu kolejnych trzech lat Lucchinelli wziął udział w dziesięciu eliminacjach, dosiadając motocykl Cagiva. Wyjątkowa awaryjność maszyny nie pozwoliła mu jednak ukończyć żadnego z wyścigów. Ostatnim Grand Prix w karierze Marco była runda na włoskim torze Monza.

### WSBK
W 1987 roku, na motocyklu Ducati 851, Marco zwyciężył w wyścigu "Battle of the Twins race" na torze Daytona.
W sezonie 1988 Lucchinelli wystartował w dwóch rundach nowo powstałego cyklu World Superbike. Dosiadając maszynę Ducati, dwukrotnie zwyciężył, na brytyjskim torze Donington Park oraz austriackim obiekcie Österreichring. W klasyfikacji generalnej uplasował się na 5. miejscu. W 1999 roku wziął udział w jednej rundzie Pucharu Europy Superstock 1000. Był to ostatni wyścig, w którym wystąpił.
9 grudnia 1991 roku został aresztowany za posiadanie narkotyków. Kiedy wyszedł z więzienia, postanowił walczyć przeciwko narkomanii. Po zakończeniu kariery motocyklowej, Marco pracował jako komentator sportowy w Eurosporcie.

### Kariera samochodowa
Włoch zaliczył epizodyczny występ w Międzynarodowej Formule 3000, na torze Imola. W zespole Lola Motorsport rywalizację ukończył wówczas na 21. i 11. miejscu.

### Statystyki liczbowe
System punktowy od 1969 do 1987:
| Pozycja | 1  | 2  | 3  | 4 | 5 | 6 | 7 | 8 | 9 | 10 |
| Punkty  | 15 | 12 | 10 | 8 | 6 | 5 | 4 | 3 | 2 | 1  |

| Rok  | Klasa   | Zespół | 1      | 2      | 3      | 4      | 5      | 6      | 7      | 8      | 9      | 10     | 11     | 12     | 13    | Punkty | Pozycja | Zwycięstwa |
| ---- | ------- | ------ | ------ | ------ | ------ | ------ | ------ | ------ | ------ | ------ | ------ | ------ | ------ | ------ | ----- | ------ | ------- | ---------- |
| 1975 | 350 cm³ | Yamaha | FRA -  | ESP -  | AUT -  | GER -  | NAT 7  | IOM -  | NED -  | FIN -  | CZE -  | YUG -  |        |        |       | 4      | 32      | 0          |
| 1976 | 500 cm³ | Suzuki | FRA 3  | AUT 2  | NAT -  | IOM -  | NED -  | BEL -  | SWE -  | FIN 5  | CZE -  | GER 2  |        |        |       | 40     | 4       | 0          |
| 1977 | 500 cm³ | Yamaha | VEN 7  | AUT -  | GER 7  | NAT -  | FRA -  | NED 6  | BEL -  | SWE -  | FIN 2  | CZE -  | GBR -  |        |       | 25     | 11      | 0          |
| 1978 | 350 cm³ | Yamaha | VEN -  |        | AUT -  | FRA -  | NAT 6  | NED -  |        | SWE -  | FIN -  | GBR -  | GER -  | CZE -  | YUG - | 5      | 18      | 0          |
| 1978 | 500 cm³ | Suzuki | VEN -  | ESP -  | AUT 4  | FRA -  | NAT 3  | NED -  | BEL 7  | SWE -  | FIN -  | GBR 4  | GER NS |        |       | 30     | 9       | 0          |
| 1979 | 500 cm³ | Suzuki | VEN -  | AUT 9  | GER NS | NAT NS | ESP 10 | YUG NS | NED NC | BEL NW | SWE 7  | FIN 9  | GBR 9  | FRA NS |       | 11     | 18      | 0          |
| 1980 | 500 cm³ | Suzuki | NAT NS | ESP 2  | FRA 3  | NED NC | BEL 2  | FIN NS | GBR 3  | GER 1  |        |        |        |        |       | 59     | 3       | 1          |
| 1981 | 500 cm³ | Suzuki | AUT NS | GER 3  | NAT 5  | FRA 1  | YUG 2  | NED 1  | BEL 1  | RSM 1  | GBR 19 | FIN 1  | SWE 9  |        |       | 105    | 1       | 5          |
| 1982 | 500 cm³ | Honda  | ARG 5  | AUT NS | FRA -  | ESP 5  | NAT 5  | NED -  | BEL 6  | YUG 8  | GBR -  | SWE 5  | RSM 6  | GER 5  |       | 43     | 8       | 0          |
| 1983 | 500 cm³ | Honda  | RSA 9  | FRA 2  | NAT 10 | GER 3  | ESP NS | AUT 7  | YUG 9  | NED NC | BEL 7  | GBR NS | SWE 6  | RSM 4  |       | 48     | 7       | 0          |
| 1984 | 500 cm³ | Cagiva | RSA NS | NAT NS | ESP NS | AUT NS | GER -  | FRA -  | YUG -  | NED NS | BEL -  | GBR -  | SWE -  | RSM -  |       | 0      | -       | 0          |
| 1985 | 500 cm³ | Cagiva | RSA -  | ESP -  | GER -  | NAT -  | AUT -  | YUG NS | NED NS | BEL NS | FRA -  | GBR -  | SWE -  | RSM NS |       | 0      | -       | 0          |
| 1986 | 500 cm³ | Cagiva | ESP -  | NAT NS | GER -  | AUT -  | YUG -  | NED -  | BEL -  | FRA -  | GBR -  | SWE -  | RSM -  |        |       | 0      | -       | 0          |